# دولة جبل العلويين
دولة جبل العلويين دولة أسسها الانتداب الفرنسي ما بين عامي 1920 إلى 1936 على الساحل السوري (تشمل اليوم محافظتي اللاذقية وطرطوس). سكانها هم من العلويين في الجبل ومن السنة في بعض المدن الكبيرة ومن المسيحيين كذلك وقليل من الإسماعيلية.

## التاريخ
أخذت فرنسا حق انتداب «إقليم العلويين» من عصبة الأمم في 2 سبتمبر 1920. في البداية كان الإقليم حكماً ذاتياً تحت الحكم الفرنسي، ولكن في 1 يوليو 1922 تم دمجه تحت الانتداب الفرنسي على سوريا.
في 29 سبتمبر 1923، تم إعلانها دولة عاصمتها مدينة اللاذقية، وفي 1 كانون الثاني 1925 تم تغيير اسمها رسمياً إلى الدولة العلوية. وفي 22 سبتمبر 1930، أعيدت تسميتها سنجق اللاذقية. وكان السكان في هذا الوقت 278,000.

## تعداد السكان
| تعداد اللاذقية، 1921-1922 |         |       |
| الديانة                   | تعداد   | نسبة  |
| علويون                    | 253,000 | 70.7% |
| مسلمون سُنّة                | 50,000  | 14%   |
| مسيحيون                   | 42,000  | 11.7% |
| إسماعيليون                | 13,000  | 3.6%  |
| مجمل السكان               | 358,000 | 100%  |

|              | علويون  | مسلمون سُنة | إسماعيليون | مسيحيون |
| تعداد السكان | 173,000 | 32,000     | 5,000      | 36,000  |

|              | اللاذقية (العاصمة) | حضر    | ريف     |
| تعداد السكان | 36,687             | 41,687 | 610,820 |

## اندماج دولة العلويين مع سوريا
يوم 5 ديسمبر 1936 (اعتبارا من عام 1937) تم اندماجها نهائياً إلى سوريا وذلك بعد مراسلات مع الطبقة السياسية في دمشق .

## ما بعد

### 1936-1946

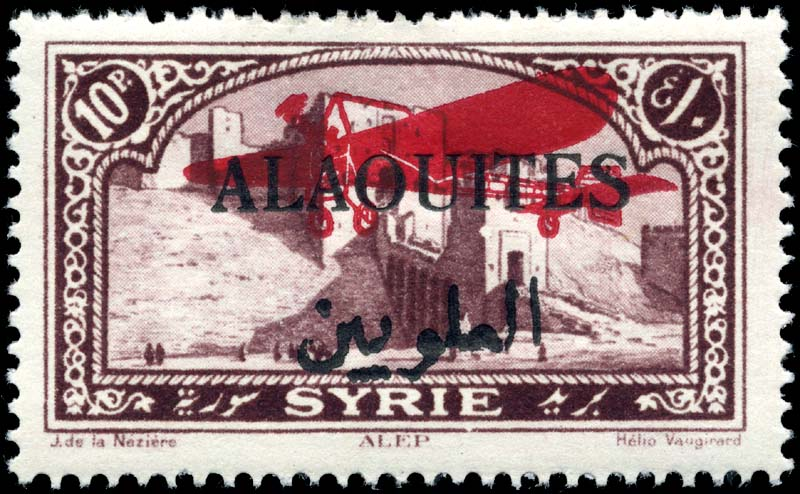
طابع في الدولة العلوية عام 1926 وعليه قلعة حلب

بحلول عام 1939، فشل حزب الكتلة الوطنية بالوحدة مع الشعب السوري بسبب فشله في زيادة استقلالية الحكومة السورية عن النفوذ الفرنسي. استقال رئيس الوزراء جميل مردم بك في نهاية عام 1938؛ وشغل الفرنسيون فراغ السلطة، وتم حل البرلمان، وقمع القومية السورية وزيادة الحكم الذاتي للأراضي العلوية والدرزية التي تدعمها فرنسا وبالتالي إحباط الوحدة السورية.
أسست الحرب العالمية الثانية وجود بريطاني قوي في سوريا. بعد استسلام الفرنسيين لقوى المحور في عام 1940، سيطرت فرنسا الفيشية على سوريا حتى استولت بريطانيا على دولة جبل العلويين (ولبنان) في يوليو من عام 1941. في عام 1942، أعيدت مناطق اللاذقية ودولة جبل الدروز إلى السيطرة السورية. بحلول نهاية الحرب العالمية الثانية، كان القوميون العرب في سوريا مستعدين للقيام بدور آخر في السلطة.

### 1946-1963

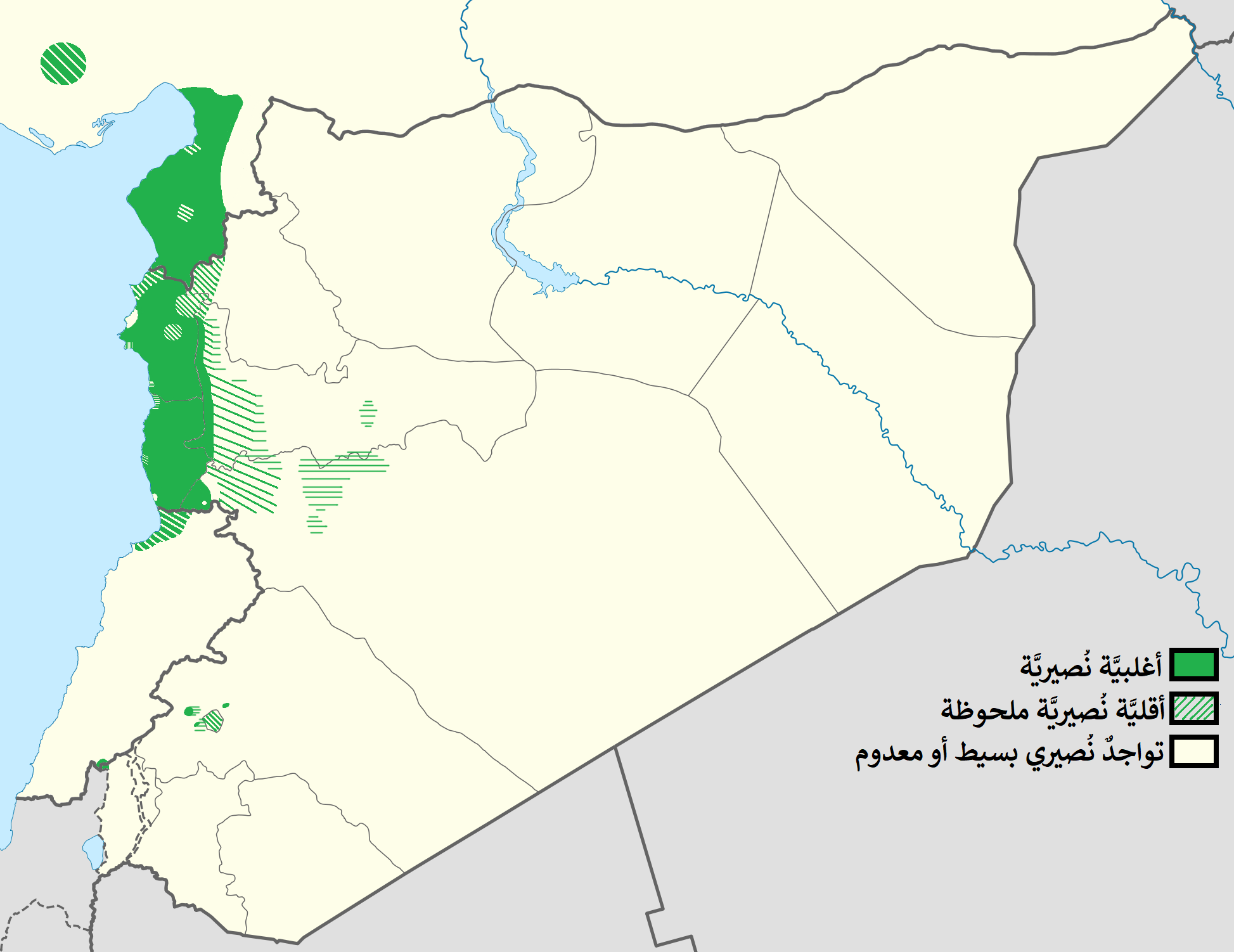
توزيع العلويين في بلاد الشام (باللون الأخضر).

غادر الفرنسيون سوريا في عام 1946 واستمرت الحكومة المستقلة الجديدة لمدة ثلاث سنوات (حتى الانقلاب العسكري عام 1949). سيطر مجندين من المجتمعات العلوية والدرزية والكردية والسنيَّة الريفية على الجيش السوري. ابتداءً من انقلاب عام 1949، سيطر العلويون على مناصب الضباط والهيئات الحكومية خلال عقد 1960.

### الحرب الأهلية السورية 2011 حتى الآن
نتيجة للحرب الأهلية السورية، في عام 2012 كانت هناك تكهنات حول احتمال حدوث أعمال انتقامية ضد العلويين مما أدى إلى التفكير بإعادة إنشاء الدولة العلوية كملاذ لبشار الأسد وقادة الحكومة إذا سقطت دمشق. وصف الملك عبد الله الثاني ملك الأردن هذا الاقتراح بأنه «أسوأ الحالات» في الصراع، خوفًا من تأثير الدومينو وهو تجزئة البلاد على أسس طائفية، مع عواقب على نطاق المنطقة.

## أهم أعلامها
يعتبر الشيخ صالح العلي أحد أهم أعلام هذه الدولة وهو ممن شاركوا في الثورة السورية الكبرى.